# Буше, Гаэтан
Гаэтан Буше (фр. Gaétan Boucher; 10 мая 1958, Шарльбур, Квебек) — канадский конькобежец и шорт-трекист. Серебряный призёр Олимпийских игр 1980 года по конькобежному спорту на 1000 м, двукратный Олимпийский чемпион 1984 года на 1000 и 1500 м, участник Олимпийских игр с 1976—1988 года. Чемпион мира по спринтерскому многоборью 1984 года. 4-хкратный серебряный призёр чемпионатов мира в спринтерском многоборье, 10-тикратный чемпион мира по шорт-треку, в том числе двукратный в абсолютном зачёте 1977 и 1980 годов и 3-хкратный серебряный призёр в многоборье. Был знаменосцем на открытии Олимпийских игр 1984 года.

## Спортивная карьера
Гаэтан родился в Шарльбуре, в одном из шести районов Квебека. В его семье было ещё два брата и три сестры, отец Сирениус работал оценщиком претензии на железной дороге и поддерживал Гаэтана в его начинаниях как в хоккее, так и в конькобежном спорте. Он сделала на заднем дворе каток, на котором и научился кататься его сын, после того как в 9 лет случайно увидел листовку в школе о приглашении на занятия в конькобежную секцию. Гаэтан взял уроки конькобежного спорта, чтобы улучшить навыки в хоккее и в 11 лет записался в конькобежный клуб Сент-Фуа на западной окраине Квебека, который открыл осенью 1969 года его первый тренер Морис Ганье. Там он быстро нашёл сильных соперников и товарищей, одним из которых был Луи Гренье. В 14 лет он стал чемпионом Канады среди юниоров, а через год повторил результат.
В 17 лет полностью оставил хоккей и в 1976 году участвовал впервые на  Олимпийских играх в Инсбруке , где занял 6-е место на 1000 м и 14-е места на 500 и 1500 м, позже в составе национальной сборной по шорт-треку на первом чемпионата мира в Шампейне выиграл серебряные медали на 500 и 1000 м и стал серебряным призёром в общем зачёте. Уже на следующий год он стал абсолютным чемпионом мира, выиграв на чемпионат мира в Гренобле на 500, 1000 м и взяв бронзу на 1500 м, а следом и завоевал серебро в эстафете. Вместе с командой он выиграл эстафеты с 1979 по 1982 года. В том же 1979 году он участвовал на  чемпионате мира по конькобежному спорту в спринтерском многоборье в Инцелле и выиграл первую свою серебряную медаль в многоборье. 
В 1980 году Гаэтан на Олимпийских играх в Лейк-Плэсиде на 500 м стал 8-м, а на 1000 м выиграл серебряную медаль. опять проиграв Хайдену.  Через месяц стал двукратным чемпионом мира по шорт-треку, когда выиграл чемпионат мира в Милане на всех дистанциях, только на 500 м остался третьим. и вновь в спринтерском многоборье на чемпионате мира в Вест-Эллисе остался вторым, снова проиграл Эрику Хайдену, сильнейшему на тот момент конькобежцу. Два года подряд он оставался на втором месте в общем зачёте и на чемпионатах мира по шорт-треку в Мёдоне и Монктоне. На чемпионате мира в спринтерском многоборье в Алькмаре в третий раз проиграл золото Эрику Хайдену. 
В марте 1983 года на тренировке он упал. сломал левую лодыжку и порвал несколько связок. Ему сделали операцию, но восстановиться до Олимпиады мог не успеть. Однако процедуры со льдом и растяжки поставили Гаэтана за полгода. что дало ему шанс подготовиться к играм в Сараево. В июне он был награждён орденом Канады за значительные национальные и международные успехи в этом виде спорта.
И вот на Олимпийских играх в Сараево на дистанции 500 м Гаэтан стартовал в 7-й паре, показал время 38,39, которое уступало только времени Советского спортсмена Сергея Фокичева 38,19 и японца Ёсихиро Китадзавы 38,30. Оставалось ещё 14 пар, но лёд немного подтаял и не дал возможности другим конькобежцам превзойти результат Буше, который в итоге занял третье место. 14 февраля на 1000 м фаворитом считался Советский конькобежец Сергей Хлебников, который был чемпионом мира 1982 года и лидером 1983 года, однако Гаэтан пробежал в 10-й паре с лучшим временем и стал первым канадским мужчиной в индивидуальной дисциплине, ставшим Олимпийским чемпионом. Через день 16 февраля он выступал уже как фаворит на 1500 м и вновь завязалась борьба между ним и Хлебниковым, в которой второе золото выиграл Гаэтан с результатом 1:58.36. он был награждён орденом Канады
После Олимпиады в марте был спринтерский чемпионат по многоборью в Тронхейме и также выиграл золотую медаль по сумме всех дистанции. А 11 апреля он был произведён в офицеры.   Тогда же он получил премию Оскара Матисена, присуждаемую ежегодно за образцовое выступление на коньках и приз Приз Лу Марш, ежегодно присуждемый лучшему спортсмену Канады, а ещё был внесён в спортивный зал Славы Канады. В течение года он изучал маркетинг в Монреальском университете и вскоре делал рекламу для Texaco и Канадского молочного бюро. 
На следующий год Гаэтан в очередной раз выиграл медаль спринтерского многоборья чемпионата мира в Херенвене, на этот раз серебряную, проиграв только Советскому спортсмену Игорю Железовскому. В том же году женился на Карин Флайдж из Западной Германии и был произведён в рыцари Национального ордена Квебека. Следующие 2 года на мировых чемпионатах он занимал 13-е и 15-е места в многоборье. Его травма лодыжки не давала ему преимущества над соперниками. Тогда он обратился к доктору Хансу Вильгельму Мюллеру Вольфарту, главному ортопеду мюнхенской футбольной команды "Бавария", который провёл с Буше множество процедур для регенерации связок и удаления рубцовой ткани. На Олимпийских играх в Калгари выступил и занял 14-е место на 500 м, 5-е на 1000 м и 9-е на 1500 м. После игр он завершил карьеру спринтерского гонщика.

## Работа после спорта
После выхода на пенсию он работал вещателем на французском языке и разрабатывал коньки для "Бауэра".